# غراهام سميث (لاعب كرة قدم بريطاني)
غراهام سميث (بالإنجليزية: Graham Smith)‏ هو لاعب كرة قدم بريطاني، ولد في 20 يونيو 1946.